# Skule Bårdsson
Skule Bårdsson (født 1189, død 24. maj 1240), fra 1237 Hertug Skule, tilhørte norsk adel.
Skule blev født ca. 1189 som søn af Bård Guttormsson (1150–1194) fra Rein kloster i Rissa og dennes anden kone, en stormandsdatter fra Valdres. Farens første kone var Cecilia Sigurdsdatter, datter af kong Sigurd Munn Haraldsson, og deres søn, Skules halvbror, var kong Inge Bårdsson.
Skule bliver først gang nævnt i 1204 og var ligesom sin bror, Guttorm, fostersøn hos morfaren Erling på Kviden. Han var jarl fra 1217. Som jarl styrede han en tredjedel af Norge fra sit sæde i Nidaros, under kong Håkon Håkonsson. Trods det nære forhold til kongefamilien var der alligevel magtkampe, der førte til Skules opposition. Det endte med et fatalt oprør mod kong Håkon Håkonsson, og den 24. maj 1240 blev han dræbt i Elgeseter kloster i Trondheim, hvor han havde søgt tilflugt. Birkebeinerne satte ild på klosteret, og da Skule og hans følge kom ud, blev de hugget ned foran indgangen.
Skule blev gravlagt i Nidarosdomen.
Skules død markerede den endelige afslutning på borgerkrigene i Norge. Borgerkrigene havde varet i 110 år.